# 格里菲思山
格里菲思山（英語：Mount Griffith）是南極洲的山峰，位於阿蒙森海岸，處於沃恩山東北面7公里，屬於毛德王后山脈中海斯山脈的一部分，海拔高度3,095米，在1929年12月由美國探險隊測量和繪入地圖，現時由南極條約體系管理。

## 外部連結
. . United States Geological Survey.   [2012-05-08].
85°53′S 155°30′W / 85.883°S 155.500°W